# … und das Leben geht weiter
… und das Leben geht weiter (Originaltitel: And the Band Played On) ist ein dokumentarischer US-amerikanischer Fernsehfilm aus dem Jahr 1993, der die Geschichte der Krankheit AIDS ab den frühen 1980er Jahren in den USA nacherzählt. Er basiert auf dem gleichnamigen Buch des Journalisten Randy Shilts.

## Handlung
Der Film schildert die Anfänge der Immunschwäche-Krankheit AIDS seit ihrer Entdeckung 1981 bis hin zum Jahr 1993. Anders als der zur gleichen Zeit entstandene Film Philadelphia behandelt …und das Leben geht weiter tatsächliche Ereignisse, so etwa auch den Konflikt zwischen idealistischen und gewinnorientierten Forschern (Alan Alda in der Rolle eines ehrgeizigen Amerikaners mit Nobelpreisambitionen). 
Daneben werden persönliche Schicksale wie das von Dennis Seeley aufgegriffen. Im Mittelpunkt steht der von Matthew Modine gespielte Virologe Dr. Don Francis, der an der US-Bundesbehörde CDC arbeitet.

## Kritik
„Eine über weite Strecken fesselnde Zwischenbilanz, die in ihren Handlungssträngen sowohl medizinische als auch politische und soziale Aspekte der Problematik aufgreift und dabei ebenso mit Fakten und Dokumentarmaterialien informiert wie mit Einzelschicksalen erschüttert. Nur die mitunter klischeehafte Zeichnung einiger Figuren mindert den Wert des mit vielen prominenten Gastauftritten veredelten dokumentarischen Spielfilms.“

## Auszeichnungen
Die Produktion erhielt eine Reihe von Nominierungen und Auszeichnungen. So erhielt der Regisseur Roger Spottiswoode beim Montréal World Film Festival 1993 den Spezial Grand Prize of the Jury. 1994 war der Fernsehfilm bei den Golden Globes in den Kategorien Beste Miniserie/Bester Fernsehfilm und Matthew Modine als Bester Darsteller in einer Miniserie/einem Fernsehfilm nominiert. Bei der Emmy-Verleihung im selben Jahr gewann …und das Leben geht weiter bei insgesamt 14 Nominierungen die Auszeichnungen in den Kategorien Bestes Casting, Bester Schnitt und Beste Produktion.
Drehbuchautor Arnold Schulman wurde mit dem Humanitas-Preis und einem CableACE Award ausgezeichnet.
Die Deutsche Film- und Medienbewertung FBW in Wiesbaden verlieh dem Film das Prädikat wertvoll.

## Hintergrund
Alle beteiligten Stars spendeten ihre Gage der AIDS-Hilfe bzw. -Forschung.